# Sacrifice (Saxon)
Sacrifice è il ventesimo album in studio del gruppo musicale heavy metal britannico Saxon, pubblicato nel 2013.

## Tracce
1. Procession – 1:45
2. Sacrifice – 3:58
3. Made in Belfast – 4:34
4. Warriors of the Road – 3:34
5. Guardians of the Tomb – 4:47
6. Stand up and Fight – 4:02
7. Walking the Steel – 4:24
8. Night of the Wolf – 4:20
9. Wheels of Terror – 4:23
10. Standing in a Queue – 3:36

iTunes bonus track
1. Luck of the Draw – 3:20

Bonus disc
1. Crusader (Orchestrated version) – 6:42
2. Just Let Me Rock (Re-recorded version) – 3:40
3. Requiem (Acoustic version) – 3:31
4. Frozen Rainbow (Acoustic version) – 4:05
5. Forever Free (Re-recorded version) – 4:48

## Formazione
- Biff Byford - voce
- Paul Quinn - chitarra
- Doug Scarrat - chitarra
- Nibbs Carter - basso
- Nigel Glockler - batteria